# الکساندر گوستافسون

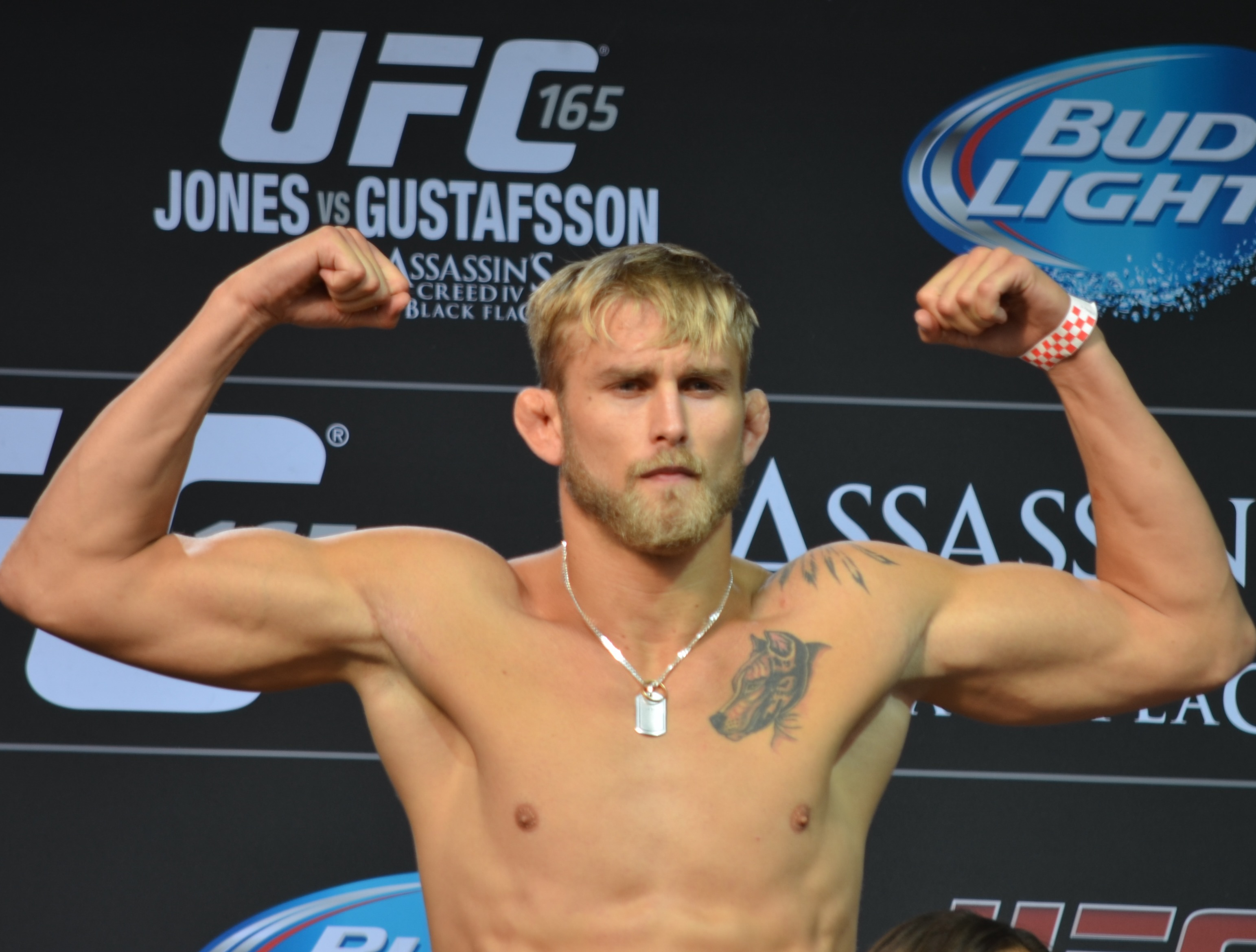
گوستافسون در مراسم وزن‌کشی یواف‌سی ۱۶۵

الکساندر گوستافسون (به سوئدی: Alexander Gustafsson) (زادهٔ ۱۸ ژانویه ۱۹۸۷ در اربوگا) مبارز هنرهای‌رزمی‌ترکیبی سازمان یواف‌سی است. او برای کسب عنوان قهرمانی نیمه‌سنگین‌وزن سازمان یواف‌سی ۲ بار در مقابل جان جونز، و یک بار در مقابل دانیل کورمایر مبارزه کرد که حاصل آن شکست بود.

## آمار مبارزات هنرهای‌رزمی‌ترکیبی
| نتیجه. | رکورد | حریف               | روش                          | رویداد                                     | تاریخ           | راند | زمان | مکان                                       | یادداشت                                                            |
| ------ | ----- | ------------------ | ---------------------------- | ------------------------------------------ | --------------- | ---- | ---- | ------------------------------------------ | ------------------------------------------------------------------ |
| باخت   | ۱۸–۷  | فابریسیو وردوم     | تسلیم (خلاف مفصل بازو)       | یو اف سی در ای اس پی ان: ویتاکر درمقابل تِل | ۲۶ ژوئیه ۲۰۲۰   | ۱    | ۲:۳۰ | ابوظبی، امارات متحده عربی                  | نخستین مبارزه سنگین‌وزن.                                            |
| باخت   | ۱۸–۶  | آنتونی اسمیت       | تسلیم (خفگی گردن از پشت)     | UFC Fight Night: گوستافسون درمقابل اسمیت   | ۱ ژوئن ۲۰۱۹     | ۴    | ۲:۳۸ | استکهلم، سوئد                              |                                                                    |
| باخت   | ۱۸–۵  | جان جونز           | ناک‌اوت (مشت)                 | یواف‌سی ۲۳۲                                 | ۲۹ دسامبر ۲۰۱۸  | ۳    | ۲:۰۲ | اینگلوود، کالیفرنیا، ایالات متحده آمریکا   | برای عنوان قهرمانی نیمه‌سنگین‌وزن سازمان یواف‌سی.                     |
| برد    | ۱۸–۴  | گلور تکسیرا        | ناک‌اوت (مشت)                 | UFC Fight Night: گوستافسون درمقابل تکسیرا  | ۲۸ مه ۲۰۱۷      | ۵    | ۱:۰۷ | استکهلم، سوئد                              | Fight of the Night.                                                |
| برد    | ۱۷–۴  | یان بواچوویچ       | تصمیم‌گیری داوران (هم‌رای)     | UFC Fight Night: آرلوسفکی درمقابل بارنت    | ۳ سپتامبر ۲۰۱۶  | ۳    | ۵:۰۰ | هامبورگ، آلمان                             |                                                                    |
| باخت   | ۱۶–۴  | دانیل کورمایر      | تصمیم‌گیری داوران (غیر هم‌رای) | یواف‌سی ۱۹۲                                 | ۳ اکتبر ۲۰۱۵    | ۵    | ۵:۰۰ | هیوستون، تگزاس، ایالات متحده آمریکا        | برای عنوان قهرمانی نیمه‌سنگین‌وزن سازمان یواف‌سی. Fight of the Night. |
| باخت   | ۱۶–۳  | آنتونی جانسون      | ناک‌اوت (مشت)                 | یواف‌سی در فاکس: گوستافسون درمقابل جانسون   | ۲۴ ژانویه ۲۰۱۵  | ۱    | ۲:۱۵ | استکهلم، سوئد                              | برای حذف عنوان نیمه‌سنگین‌وزن سازمان یواف‌سی.                         |
| برد    | ۱۶–۲  | جیمی مانووا        | ناک‌اوت زانو، (مشت)           | UFC Fight Night: گوستافسون درمقابل مانووا  | ۸ مارس ۲۰۱۴     | ۲    | ۱:۱۸ | لندن، انگلستان                             | Performance of the Night. Fight of the Night.                      |
| باخت   | ۱۵–۲  | جان جونز           | تصمیم‌گیری داوران (هم‌رای)     | یواف‌سی ۱۶۵                                 | ۲۱ سپتامبر ۲۰۱۳ | ۵    | ۵:۰۰ | تورنتو، انتاریو، کانادا                    | برای عنوان قهرمانی نیمه‌سنگین‌وزن سازمان یواف‌سی. Fight of the Night. |
| برد    | ۱۵–۱  | موریسیو روآ        | تصمیم‌گیری داوران (هم‌رای)     | یواف‌سی در فاکس: هرناندز درمقابل دیاز       | ۸ دسامبر ۲۰۱۲   | ۳    | ۵:۰۰ | سیاتل، واشینگتن، ایالات متحده آمریکا       |                                                                    |
| برد    | ۱۴–۱  | تیاگو سیلوا        | تصمیم‌گیری داوران (هم‌رای)     | UFC on Fuel TV: گوستافسون درمقابل سیلوا    | ۱۴ آوریل ۲۰۱۲   | ۳    | ۵:۰۰ | استکهلم، سوئد                              |                                                                    |
| برد    | ۱۳–۱  | ولادیمیر ماتیوشنکو | ناک‌اوت (مشت)                 | یواف‌سی ۱۴۱                                 | ۳۰ دسامبر ۲۰۱۱  | ۱    | ۲:۱۳ | لاس وگاس، نوادا، ایالات متحده آمریکا       |                                                                    |
| برد    | ۱۲–۱  | مت هامیل           | ناک‌اوت (مشت و آرنج)          | یواف‌سی ۱۳۳                                 | ۶ اوت ۲۰۱۱      | ۲    | ۳:۳۴ | فیلادلفیا، پنسیلوانیا، ایالات متحده آمریکا |                                                                    |
| برد    | ۱۱–۱  | جیمز ته هونا       | تسلیم (خفگی گردن از پشت)     | یواف‌سی ۱۲۷                                 | ۲۷ فوریه ۲۰۱۱   | ۱    | ۴:۲۷ | سیدنی، استرالیا                            |                                                                    |
| برد    | ۱۰–۱  | سیریل دیاباته      | تسلیم (خفگی گردن از پشت)     | یواف‌سی ۱۲۰                                 | ۱۶ اکتبر ۲۰۱۰   | ۲    | ۲:۴۱ | لندن، انگلستان                             |                                                                    |
| باخت   | ۹–۱   | فیل دیویس          | تسلیم (خفگی گردن مارپیچ)     | یواف‌سی ۱۱۲                                 | ۱۰ آوریل ۲۰۱۰   | ۱    | ۴:۵۵ | ابوظبی، امارات متحده عربی                  |                                                                    |
| برد    | ۹–۰   | جاردهامان          | ناک‌اوت (مشت)                 | یواف‌سی ۱۰۵                                 | ۱۴ نوامبر ۲۰۰۹  | ۱    | ۰:۴۱ | منچستر، انگلستان                           |                                                                    |
| برد    | ۸–۰   | ولادیمیر شماروف    | ناک‌اوت (مشت)                 | Superior Challenge 3                       | ۳۰ مه ۲۰۰۹      | ۱    | ۲:۳۷ | استکهلم، سوئد                              |                                                                    |
| برد    | ۷–۰   | پدرو کویتگلاس      | ناک‌اوت (مشت)                 | The Zone FC 3                              | ۸ نوامبر ۲۰۰۸   | ۱    | ۲:۰۸ | گوتنبرگ، سوئد                              |                                                                    |
| برد    | ۶–۰   | کریستوف کوژاک      | تصمیم‌گیری داوران (هم‌رای)     | 2008 KSW Extra                             | ۱۳ سپتامبر ۲۰۰۸ | ۲    | ۵:۰۰ | دومبرووه گورنیچا، لهستان                   | مبارزه کچ‌وزن (۲۰۹ پوند).                                           |
| برد    | ۵–۰   | ماتئو مینونزیو     | ناک‌اوت (مشت)                 | The Zone FC 2                              | ۱۰ مه ۲۰۰۸      | ۱    | ۳:۵۲ | گوتنبرگ، سوئد                              |                                                                    |
| برد    | ۴–۰   | فلوریان مولر       | ناک‌اوت (زانو)                | Fite Selektor                              | ۱۳ مارس ۲۰۰۸    | ۲    | ۳:۴۴ | دوبی، امارات متحده عربی                    |                                                                    |
| برد    | ۳–۰   | فربد فادمی         | ناک‌اوت (مشت)                 | The Zone FC 1                              | ۹ فوریه ۲۰۰۸    | ۱    | ۲:۳۱ | استکهلم، سوئد                              |                                                                    |
| برد    | ۲–۰   | میکائیل حیدری      | ناک‌اوت (مشت)                 | FinnFight 9                                | ۱۵ دسامبر ۲۰۰۷  | ۱    | ۰:۵۰ | تورکو، فنلاند                              |                                                                    |
| برد    | ۱–۰   | ساکو هیکولا        | تسلیم (خفگی گردن از پشت)     | Shooto Finland: Chicago Collision 3        | ۱۷ نوامبر ۲۰۰۷  | ۲    | ۳:۴۲ | لاهتی، فنلاند                              |                                                                    |

## آمار مبارزات گراپلینک
| ۴ مبارزه، ۴ برد (۲ تسلیم)، ۰ باخت، ۰ مساوی |       |                    |                          |                            |                        |                 |               |
| نتیجه                                      | رکورد | حریف               | روش                      | رویداد                     | دسته‌وزنی               | تاریخ           | مکان          |
| برد                                        | ۴–۰   | آنتون تورکالج      | امتیاز                   | AK Fighting Championship 3 | ۹۹- کیلوگرم (سوپرفایت) | ۱۱ دسامبر ۲۰۱۹  | گوتنبرگ، سوئد |
| برد                                        | ۳–۰   | کریستوفر لی-کلوکار | تسلیم (خفگی گردن از پشت) | Fight Night Nacka 7        | ۹۳- کیلوگرم (سوپرفایت) | ۱۴ فوریه ۲۰۰۹   | استکهلم، سوئد |
| برد                                        | ۲–۰   | میکائیل پرسون      | تسلیم (مثلث خفگی)        | Grapplers Paradise 4       | ۹۹- کیلوگرم وزن‌آزاد    | ۲۱ سپتامبر ۲۰۰۸ | اوپسالا، سوئد |
| برد                                        | ۱–۰   | مایکل فورسمن       | امتیاز                   | Neoblood 15                | ۹۳- کیلوگرم (سوپرفایت) | ۱۶ دسامبر ۲۰۰۶  | گوتنبرگ، سوئد |

## آمار فروش مبارزات
| ردیف.    | رویداد     | مبارزه                    | تاریخ           | مکان              | شهر                                      | خرید به‌ازای هر نمایش (دلار) |
| -------- | ---------- | ------------------------- | --------------- | ----------------- | ---------------------------------------- | --------------------------- |
| ۱.       | یواف‌سی ۱۶۵ | گوستافسون درمقابل جونز    | ۲۱ سپتامبر ۲۰۱۳ | Air Canada Centre | تورنتو، انتاریو، کانادا                  | ۳۱۰/۰۰۰                     |
| ۲.       | یواف‌سی ۱۹۲ | گوستافسون درمقابل کورمایر | ۳ اکتبر ۲۰۱۵    | Toyota Center     | هیوستون، تگزاس، ایالات متحده آمریکا      | ۲۵۰/۰۰۰                     |
| ۳.       | یواف‌سی ۲۳۲ | گوستافسون درمقابل جونز ۲  | ۲۹ دسامبر ۲۰۱۸  | The Forum         | اینگلوود، کالیفرنیا، ایالات متحده آمریکا | ۷۰۰/۰۰۰                     |
| جمع فروش | جمع فروش   | جمع فروش                  | جمع فروش        | جمع فروش          | جمع فروش                                 | ۱/۲۶۰/۰۰۰                   |

## فیلم‌شناسی
| سال  | عنوان                       | نقش                     | توضیحات |
| ---- | --------------------------- | ----------------------- | ------- |
| ۲۰۱۵ | Johan Falk - Blood Diamonds | فرمانده نیروی ویژه پلیس |         |